# Sedaví
Sedaví község Spanyolországban, Valencia tartományban. Sedaví Valencia, Alfafar és Lugar Nuevo de la Corona községekkel határos. Lakosainak száma 10 908 fő (2024).

## Népesség
A település népessége az utóbbi években az alábbiak szerint változott:
| Lakosok száma | 8452 | 8778 | 9575 | 9913 | 10 186 | 10 183 | 10 179 | 10 333 | 10 349 | 10 908 |
|               | 2001 | 2004 | 2007 | 2009 | 2012   | 2014   | 2017   | 2019   | 2022   | 2024   |